# Iglesia de Santa Eulalia (Leciñana de la Oca)
La iglesia de Santa Eulalia es un edificio situado en el concejo español de Leciñana de la Oca, en la provincia de Álava.

## Descripción
El edificio se encuentra en el concejo español de Leciñana de la Oca, del municipio de Ribera Alta, perteneciente a la provincia de Álava, en la comunidad autónoma del País Vasco. Se menciona como iglesia parroquial del lugar en el décimo volumen del Diccionario geográfico-estadístico-histórico de España y sus posesiones de Ultramar de Pascual Madoz, donde aparece descrita con las siguientes palabras: «igl. parr. (Sta. Eulalia), servida por un beneficiado perpetuo con título de cura, y un sacristan». En el tomo de la Geografía general del País Vasco-Navarro dedicado a Álava y escrito por Vicente Vera y López, se dice lo siguiente: «Su iglesia, dedicada á Santa Eulalia de Mérida, depende de la parroquial de Antezana de la Ribera».